# 翰林書房
株式会社 翰林書房（かんりんしょぼう）は、東京都渋谷区に本社を置く日本の出版社。

## 概要
- 沿革：1990年4月1日設立[2]
- 本社所在地：東京都渋谷区笹塚1-56-10　総栄ビル911[3]
- 日本文学の研究書を専門とする[4][5][6]。